# Gunung Jamurapat
Gunung Jamurapat är ett berg i Indonesien.   Det ligger i provinsen Sumatera Utara, i den västra delen av landet, 1 500 km nordväst om huvudstaden Jakarta. Toppen på Gunung Jamurapat är 2 194 meter över havet, eller 248 meter över den omgivande terrängen. Bredden vid basen är 3,9 km.
Terrängen runt Gunung Jamurapat är varierad.Runt Gunung Jamurapat är det mycket glesbefolkat, med 7 invånare per kvadratkilometer. Det finns inga samhällen i närheten. I omgivningarna runt Gunung Jamurapat växer i huvudsak städsegrön lövskog.